# Carlo Cotti
Carlo Cotti (Lugano, 27 giugno 1903 – 10 luglio 1980) è stato un pittore e restauratore svizzero.

## Biografia
Figlio di Annibale Cotti (un italiano originario di Bergamo e di Margarethe Rösel (una tedesca originaria di Weimar), studia all'Istituto Landriani di Collina d'Oro e dal 1919 all'Accademia di Belle Arti di Brera. Nel 1923 è costretto a tornare in Svizzera, ma nel 1925 si reca in Italia per proseguire i suoi studi al Regio Istituto di Belle Arti di Roma.
Otto sue opere sono conservate nel Museo Cantonale d'Arte di Lugano.